# Otto Michaelis (Theologe)
Otto Michaelis (* 17. September 1875 in Straßburg; † 28. Oktober 1949 in Erlangen) war ein deutscher evangelischer Theologe.

## Leben und Wirken
Michaelis ist der Sohn von Adolf Michaelis (1835–1910). Seine Kindheit verbrachte er in Straßburg, wo sein Vater seit 1872 den Lehrstuhl für Archäologie an der neu gegründeten Universität Straßburg hatte.
1910 wurde Otto Michaelis in Straßburg ordiniert, 1903 wurde er Hilfsprediger und 1906 Pfarrer in Metz. Ab 1919 war er Stiftsprediger in Weimar. Er stand Martin Rade nahe und wurde Mitglied der Deutschen Demokratischen Partei.
Michaelis war Schüler von Julius Smend und Friedrich Spitta und war geprägt von der Älteren liturgischen Bewegung. Als Vorsitzender des Evangelischen Kirchengesangsvereins für Thüringen hat er die Herausgabe des ersten Thüringer evangelischen Gesangbuches (1928/29) verantwortet. Dieses Gesangbuch leitete die überregionale Gesangbuchreform in der evangelischen Kirche in Deutschland ein und war in vielen Teilen Vorbild für das Evangelische Kirchengesangbuch von 1950. Er brachte das Straßburger Marien- bzw. Adventslied Es kommt ein Schiff geladen von Johannes Tauler in das Evangelische Gesangbuch.
Als im Januar 1933 an der Musikhochschule zu Weimar der Lehrstuhl Kirchenmusik geschaffen wurde, bekam er hier einen Lehrauftrag für Hymnologie und Liturgik.
1925 wurde Michaelis Thüringer Pressepfarrer und gab die „Thüringer Evangelische Zeitungskorrespondenz“ heraus, eine der ersten evangelischen Presseagenturen.
Als die Deutschen Christen in der Thüringer Kirche die Leitung übernahmen, kritisierte Otto Michaelis in der Tageszeitung den mangelnden Widerstand in seiner Kirche. 
Noch im gleichen Jahr verlor er seine Anstellung als Pressepfarrer der Landeskirche und wurde Anfang 1934 in den Wartestand versetzt. 1937 verlor er auch seinen Lehrauftrag an der Hochschule. 1941 zog er wieder nach Straßburg und 1945 zu Tochter und Schwiegersohn Wolfgang Trillhaas nach Erlangen. Hier verstarb er 1949.

## Publikationen (Auswahl)
- Aus der Geschichte der metzer (sic!) evangelischen Gemeinde, Metz 1906
- Geschichtsblätter des deutschen Hugenotten Vereins der Metzer Evangelischen Gemeinde. 1914
- Karl Hackenschmidt 1839–1915. Ein deutscher Sänger und Prophet des Elsasses. 1916
- Die evangelische Kirche in Lothringen. 1917
- Protestantisches Märtyrerbuch. 1917, 1927², 1932³
- Wie Weimar evangelisch wurde. 1924
- Glockenklänge aus dem Elsass. 1927
- Liederschlüssel. Ein Handbuch zum Gesangbuch vor allem für Pfarrer, Religionslehrer und Kirchenmusiker. Mit besonderer Berücksichtigung des Deutschen evangelischen Gesangbuches und des Thüringer evangelischen Gesangbuches. 1928
- Grenzlandkirche: Eine Evangelische Kirchengeschichte Elsaß-Lothringens. 1870–1918. 1934
- Erlebtes Kirchenlied. 1935
- Heinrich Schütz. 1935
- Johann Walter. 1939
- Der Anteil des Elsasses am deutschen-evangelischen Gesangbuch. In: Els.-Lothr.Jb. 19, 1941, S. 238–287.
- Deutsch-Evangelisch im Elsaß. 1941
- Metz, ein altes Bollwerk des Protestantismus. 1941
- Elsässische Gestalten. 1942
- Johann Crüger. 1947
- Lebensbilder der Liederdichter und Melodisten. Herausgegeben von Wilhelm Lueken, unter Benutzung eines Manuskriptes von Otto Michaelis (Handbuch zum Evangelischen Kirchengesangbuch. Band II, Erster Teil) 1957